# Proddatur
Proddatur è una suddivisione dell'India, classificata come municipality, di 164.932 abitanti, situata nel distretto di Kadapa, nello stato federato dell'Andhra Pradesh. In base al numero di abitanti la città rientra nella classe I (da 100.000 persone in su).

## Geografia fisica
La città è situata a 14° 75' 60 N e 78° 32' 60 E e ha un'altitudine di 154 m s.l.m..

## Società

### Evoluzione demografica
Al censimento del 2001 la popolazione di Proddatur assommava a 164.932 persone, delle quali 82.826 maschi e 82.106 femmine. I bambini di età inferiore o uguale ai sei anni assommavano a 19.948, dei quali 10.098 maschi e 9.850 femmine. Infine, coloro che erano in grado di saper almeno leggere e scrivere erano 105.205, dei quali 60.636 maschi e 44.569 femmine.